# Deleng Damar
Deleng Damar is een bestuurslaag in het regentschap Aceh Tenggara van de provincie Atjeh, Indonesië. Deleng Damar telt 282 inwoners (volkstelling 2010).